# Liste der Naturdenkmale in Waldhambach (Pfalz)
Die Liste der Naturdenkmale in Waldhambach nennt die im Gemeindegebiet von Waldhambach ausgewiesenen Naturdenkmale (Stand 23. Mai 2024).

## Naturdenkmale
| Nr.         | Bezeichnung | Lage                                             | Beschreibung        | Bild                                    |
| ----------- | ----------- | ------------------------------------------------ | ------------------- | --------------------------------------- |
| ND-7337-243 | Hundsfelsen | südlich des Ortes; Abteilung Am Hundsfelsen Lage | Buntsandsteinfelsen | Direkt Bild zu diesem Denkmal hochladen |